# St. Martin (Nerchau)

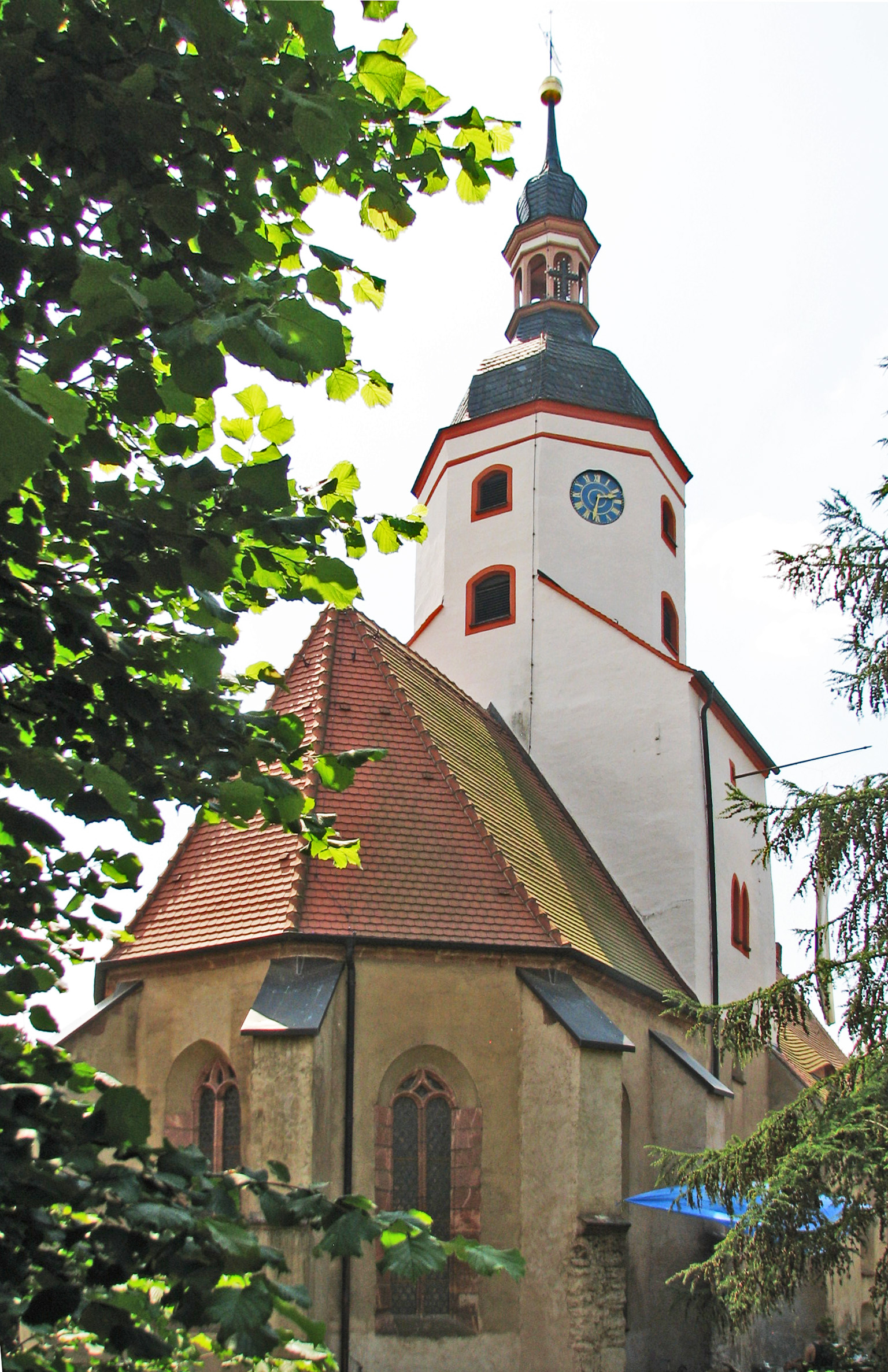
Kirche St. Martin (Juni 2018)

Die St.-Martins-Kirche Nerchau ist ein Sakralbau der Evangelisch-Lutherischen Landeskirche Sachsens in Nerchau, einem Ortsteil von Grimma im sächsischen Landkreis Leipzig.

## Lage

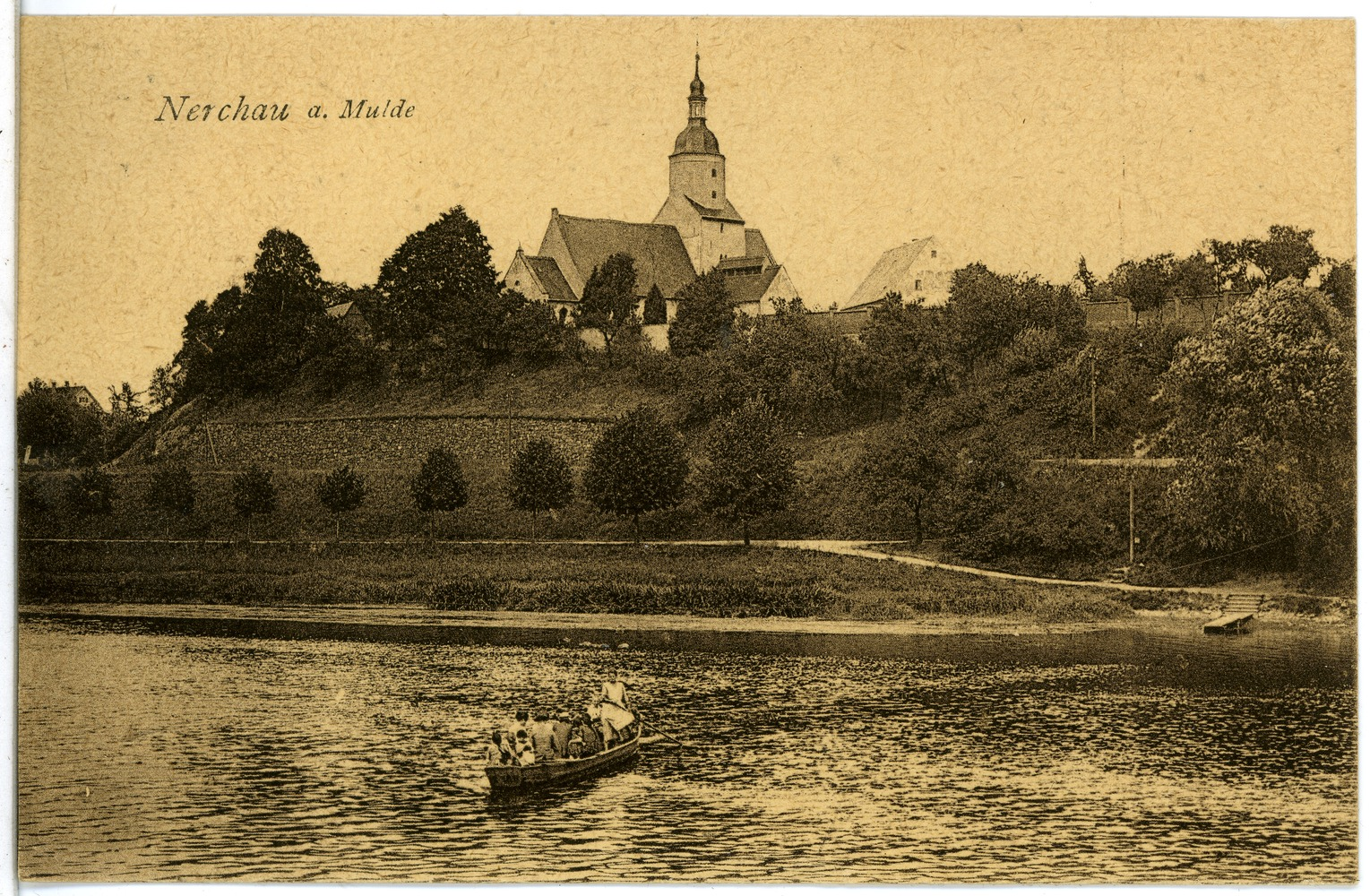
1920: Die Kirche von der Mulde aus

Die Kirche liegt auf einer Anhöhe nahe der Mulde und überragt den Ort. Der Platz hatte ehedem den Ausbau eines Burgwards ermöglicht, von dem aus man die nahegelegene Furt durch die Mulde zwischen Leisnig und Wurzen überwachen und schützen konnte. Wie üblich, wurde auf dem Burgwardterrain auch eine Kapelle erbaut, aus der Anfang des 11. Jahrhunderts die heutige Sankt-Martin-Kirche hervorging und den außergewöhnlichen Umstand begründet, dass die Kirche Nerchaus nicht in der Ortsmitte, sondern am äußersten Rand steht.

## Architektur und Geschichte

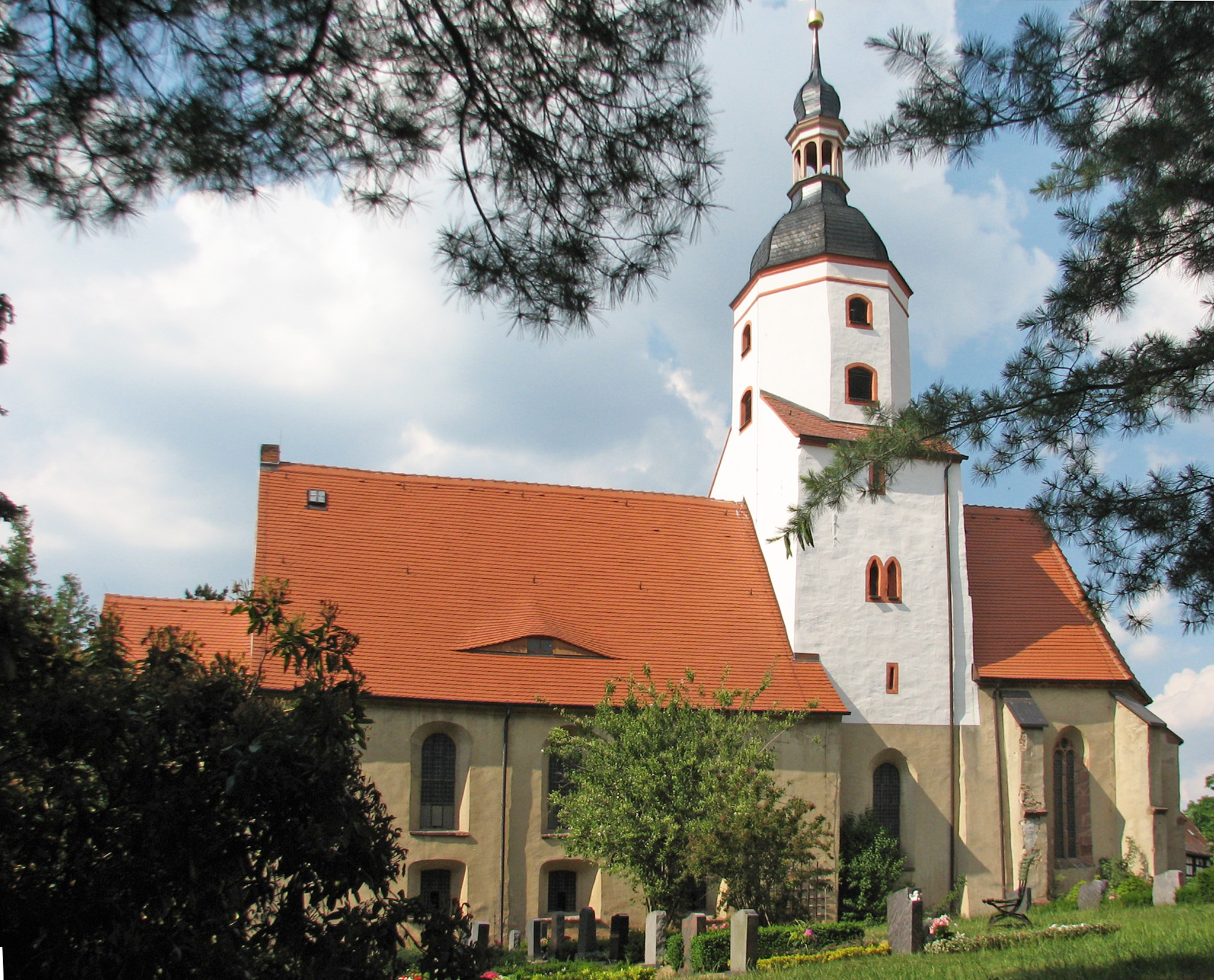
Gesamtansicht (Juni 2018)

Die Kirche erhielt ihren jetzigen Grundriss aufgrund mehrfacher Um- und Anbauten. Ältester massiver Baukörper war vermutlich eine romanische Saalkirche. Unter deren Einbeziehung wurde im Osten ein frühgotischer quadratischer Turm errichtet, was sie zur Chorturmkirche charakterisierte. Die gekoppelten spitzbogigen Schallöffnungen aus dieser Zeit am Turm sind erhalten. Anfang des 16. Jahrhunderts wurde im Zusammenhang mit einem Umbau oder Neubau des Kirchenschiffes östlich am Turm ein spätgotischer Chor mit Gratgewölbe, Fünfachtelschluss, sechs abgetreppten Strebepfeilern und Maßwerkfenstern angesetzt. Anfang des 18. Jahrhunderts entstand der achteckige barocke Turmaufsatz mit insgesamt 30 Meter Höhe. 1873 kam der westliche Anbau am Kirchenschiff hinzu.

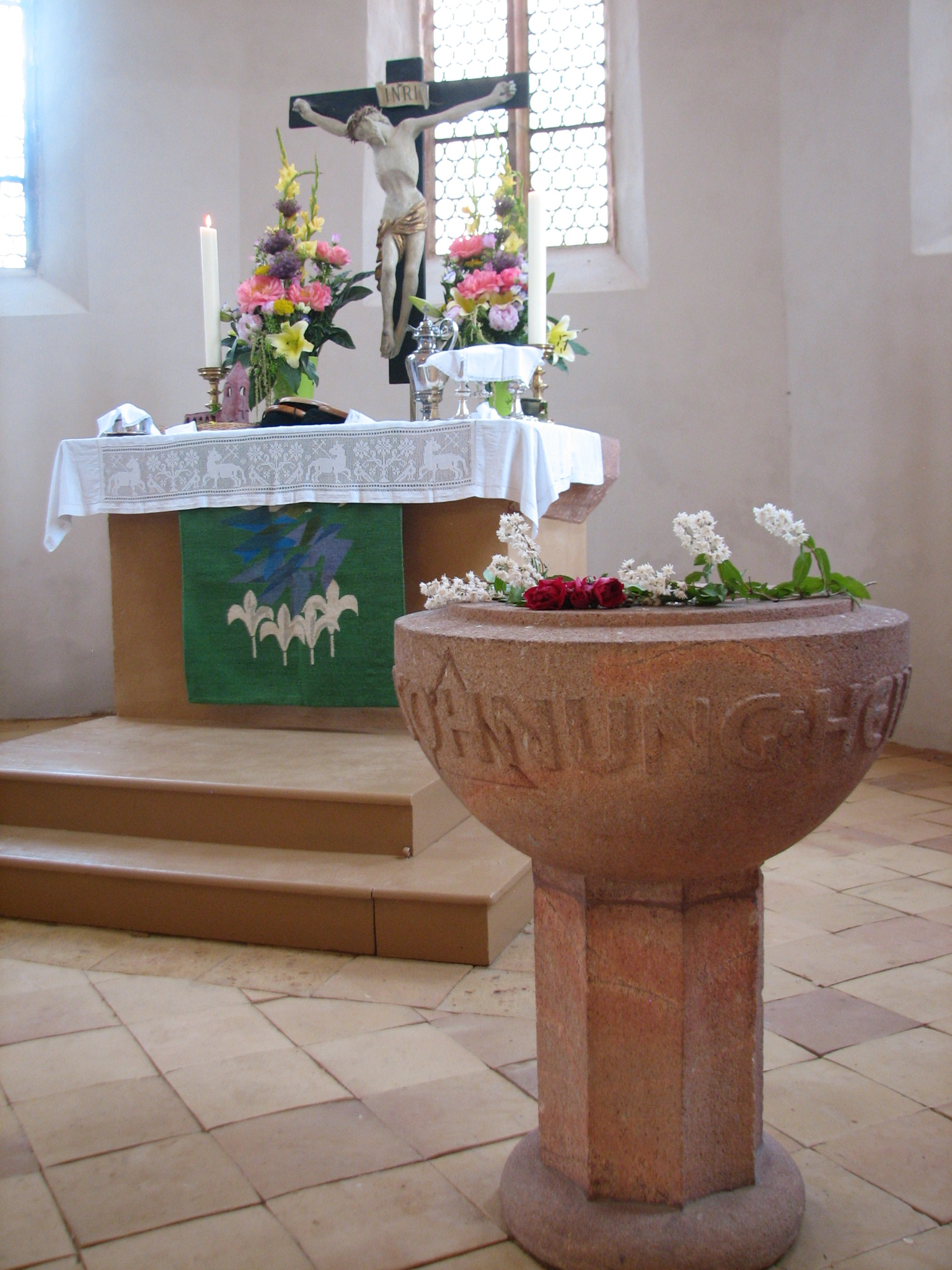
Altar und Taufstein
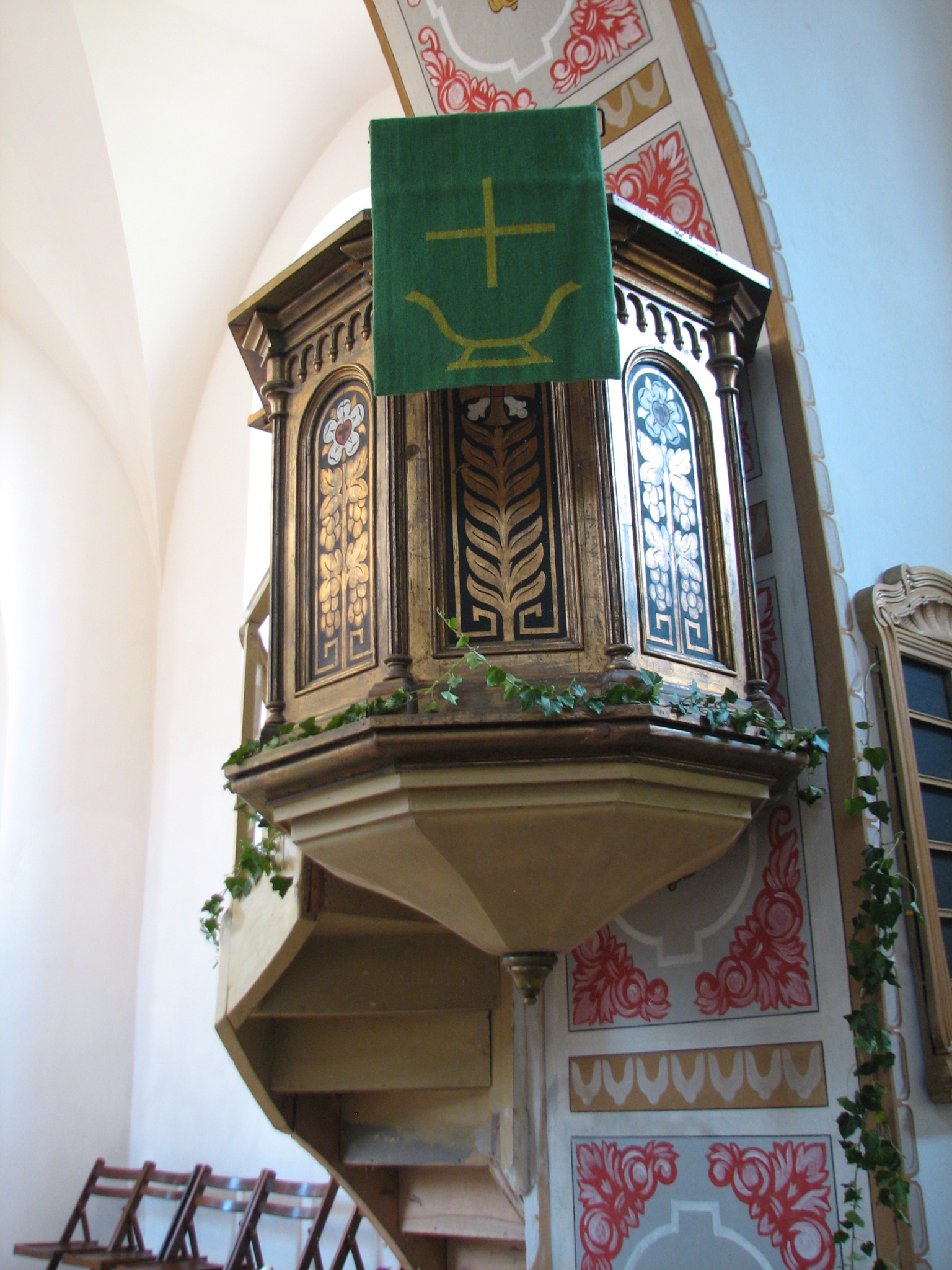
Die Kanzel

Ein Jugendstilaltar hatte einen aus Holz geschnitzten, farbig und golden bemaltem Altaraufsatz. Der steinerne Altar – 1964 als Ersatz für den Jugendstilaltar errichtet, der dem Institut für Denkmalpflege Dresden übergeben wurde – zeigt eine schlichte Ausführung.
Das Sakramentshäuschen aus vorreformatorischer Zeit wurde 1954 bei Arbeiten zur Erneuerung des Kircheninneren an der Südwand des Altarraumes freigelegt.
Eine hölzerne Christkönigs-Figur ist ein verbliebener Rest einer Marienkrönungsgruppe aus einem Altarschrein, der ein Werk aus Böhmen etwa aus dem 13. Jahrhundert sein könnte.
Der Taufengel war Teil einer größeren Altarszene und stammt vermutlich von dem Grimmar Schnitzer Lange aus der Zeit um 1730. Die Kanzel am farbig gefassten Triumphbogen weist goldfarbene florale Motive auf
Das Gedenk- und Mahnmal für die Kriegsopfer des Zweiten Weltkrieges und der Nachkriegsjahre fertigten Buchbindermeister Kurt Menge und Holzschnitzer Otto Matthes aus Grimma. Die drei mit Glasmalereien gestalteten Altarfenster, welche 1900 der Nerchauer Kommerzienrat Hessel gestiftet hatte, wurden am 19. April 1945 durch amerikanischen Panzerbeschuss von westlicher Muldenseite aus zerstört. Die Granate war nach einem Durchschuss durch die Längsseite des Gebäudes östlich, außerhalb der Kirche mit starker Druckwelle detoniert. Zuvor hatte ein Volkssturmmann unterhalb des Friedhofs vom Nerchauer Bahndamm aus an der Wedniger Fähre einen Soldaten der US-Army vom Motorrad geschossen. 1971 ersetzten die Firmen Deckwarth aus Görlitz und Roemer aus Leipzig die farbigen Fenster durch bleigefasste Butzenscheiben.

## Orgel
1830 baute die Firma Beyer die Orgel. Das Orgelgehäuse ist klassizistisch gestaltet und mit Elementen des Jugendstils erweitert worden. Die Orgel wurde 1912 von den Gebrüdern Jehmlich aus Dresden umfassend umgebaut und gilt seitdem als Jehmlich-Orgel. Die originalen Zinnpfeifen des Prospekts wurden 1917 kriegsbedingt durch Zinkpfeifen ersetzt. 2018 wurde die pneumatische Orgel von Johannes Lindner von der Restaurierungswerkstatt für Orgelinstrumente Lindner aus Radebeul restauriert.
Sie hat nun 918 klingende Orgelpfeifen sowie 62 stumme Prospektpfeifen (von insgesamt 117 Prospektpfeifen). Alle Teile sind original; das fehlende Register konnte mit originalen Pfeifen aus dem Jahr 1906 ersetzt werden.
Die Orgel mit 17 (8-6-3) Registern, zwei Manualen und Pedal hat gegenwärtig (Stand 2018) folgende Disposition:
| Manual I |            |     |
| 1.       | Bordun     | 16′ |
| 2.       | Prinzipal  | 08′ |
| 3.       | Gambe      | 08′ |
| 4.       | Flöte      | 08′ |
| 5.       | Oktave     | 04′ |
| 6.       | Salizet    | 04′ |
| 7.       | Oktave     | 02' |
| 8.       | Mixtur III |     |

| Manual II |                 |     |
| 09.       | Geigenprinzipal | 08′ |
| 10.       | Gedackt         | 08′ |
| 11.       | Salicional      | 08′ |
| 12.       | Aeoline         | 08′ |
| 13.       | Rohrflöte       | 04′ |
| 14.       | Fugara          | 04′ |
|           | Vacat           |     |

| Pedal |             |     |
| 15.   | Violon      | 16′ |
| 16.   | Subbaß      | 16′ |
| 17.   | Violoncello | 08′ |

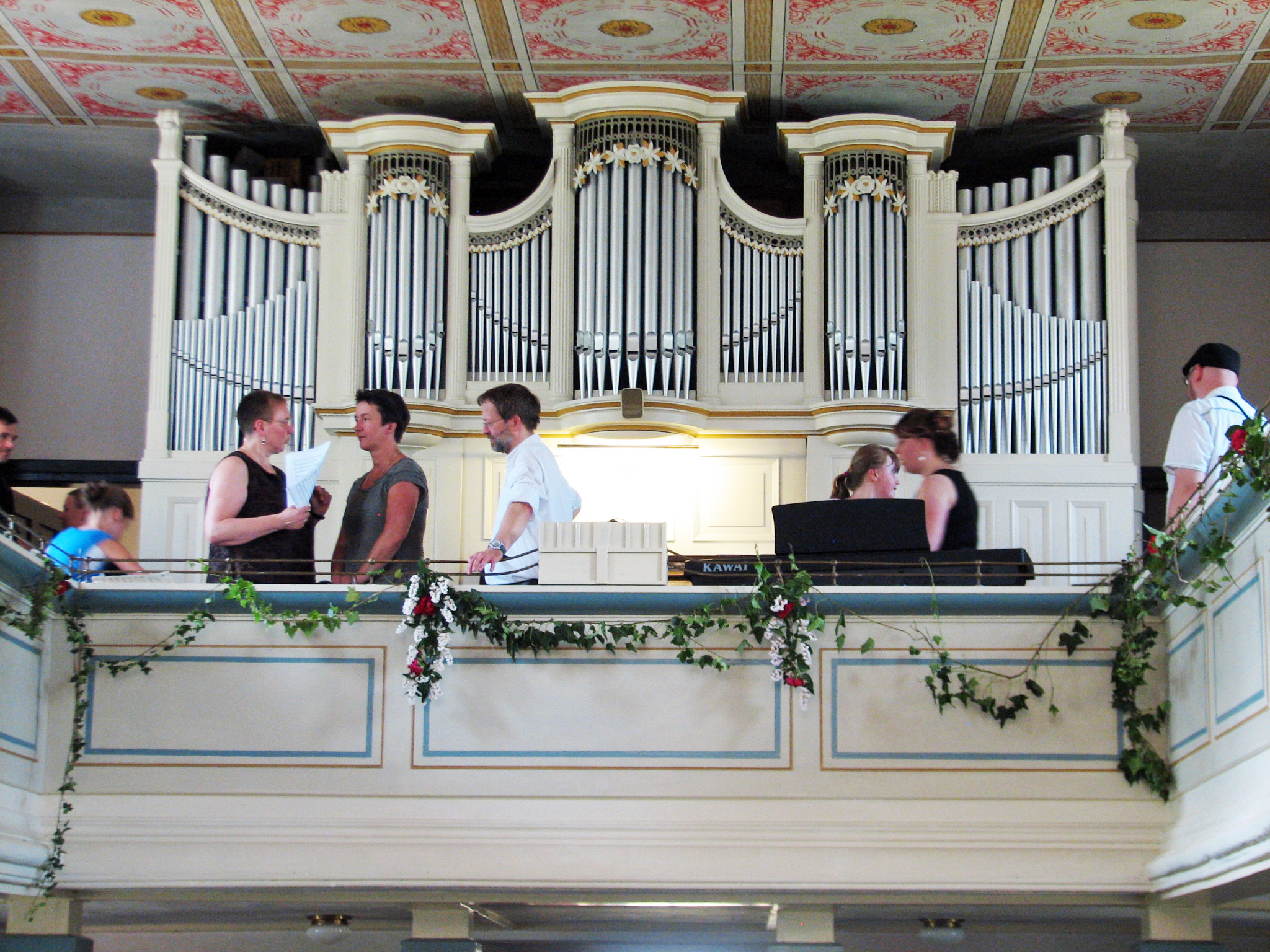
Die restaurierte Orgel zum Orgel- und Kirchweihfest am 9. Juni 2018

- Koppeln: Sub-Octav-Koppel II-I, Super-Octav-Koppel I-I, Pedal-Koppel I, Pedal-Koppel II, Manual-Koppel II-I.

## Glocken
Die einstigen Bronzeglocken wurden 1917 beschlagnahmt und 1920 mit drei Eisenhartgussglocken ersetzt. Diese beanspruchten durch ihr Gewicht den Glockenstuhl und den aus Bruchstein gemauerten Turm erheblich.
Das aktuelle Geläut besteht aus zwei Bronze-Glocken mit den Tönen f′ +2 (919 kg, unterer Durchmesser 1.145 mm) und as′ +/−0 (595 kg, unterer Durchmesser 970 mm), gegossen im Jahr 2009 von der Kunst- und Glockengießerei Lauchhammer. Sie haben ihren Platz im ebenfalls 2009 neu geschaffenen hölzernen Glockenstuhl. Die stählernen Vorgänger-Glocken haben in einem Bereich des Friedhofs ihren Dauerstellplatz gefunden.

## Der Pfarrhof
Der Pfarrhof ist als Dreiseitenhof mit Wohnhaus, Scheune und Stallgebäude erhalten. Außer dem Pfarrhaus, dessen Erdgeschoss noch mit einigen Räumen und Kreuzgewölben des Vorgängerbaues ausgestattet ist, weisen die Nebengebäude teilweise noch die ursprüngliche Lehmbauweise auf. Der Schlussstein über der Eingangstür trägt die Jahreszahl 1800.
Visitationsakten des Jahres 1574 lassen das damalige lebende und tote Inventar ablesen. Es bestand außer dem Samengetreide in vier melkenden Kühen, zwei Gensen, ein Faß Bier im Keller, ein Tisch und ein Eysernen Kessel Henckel. Dazu kam Grundbesitz in Äckern und Wiesen, wobei auch die Furtwiese genannt wird. Weil ihm auch die lästige Verpflichtung oblag einen Samenhauer (Eber) zu halten, sprach der Volksmund auch von Hacksch-Pfarrer. So war der Pfarrer ehedem gleichzeitig Bauer und hielt sich einen Knecht und Pferde.

## Pfarrer seit 1530
- 1530 – Kretzschmar, Johann
- 1549 – Winzer, Christoph
- 1552 – Pfeiffer, Anton
- 1559 – 1570 Bennewitz, Paul
- 1577 – Brengel, Samuel
- 1578 – Gotzsche, Samuel
- 1619 – Deutsch, Gregor
- 1644 – Harras, Johann
- 1683 – Metzner, Georg
- 1690 – Barthel, Christian
- 1696 – Kluge, Gottfried
- 1702 – Seyler, Johann Gottfried
- 1749 – Barthel, Christian Gottlieb
- 1749 – Gießmann, Balthasar Friedrich
- 1749 – Köchly, Johann August
- 1767 – Patzer, Heinrich Rudolf
- 1795 – Kühnel, Gabriel Friedrich
- 1844 – Heller, Johann Gottlob
- 1853 – Ludewig, Franz Wilhelm
- 1896 – Buheitel, Karl Emil
- 1897 – Hoppe, Ludwig Hilmar *Martin
- 1917 – Paul, Karl Johannes
- 1927 – Schmalfuß, Albert *Kurt
- 1948 – Glien, Karl *Heinz
- 1952 – Schopper, *Erich Willy
- 1975 – Stiehler, Karlheinz
- 1983 – Cieslack, Uwe
- 1988 – Edelmann, Gottfried
- 2001 – Leye, Arno
- 2012 – Wendland, Markus[10]

## Gegenwart

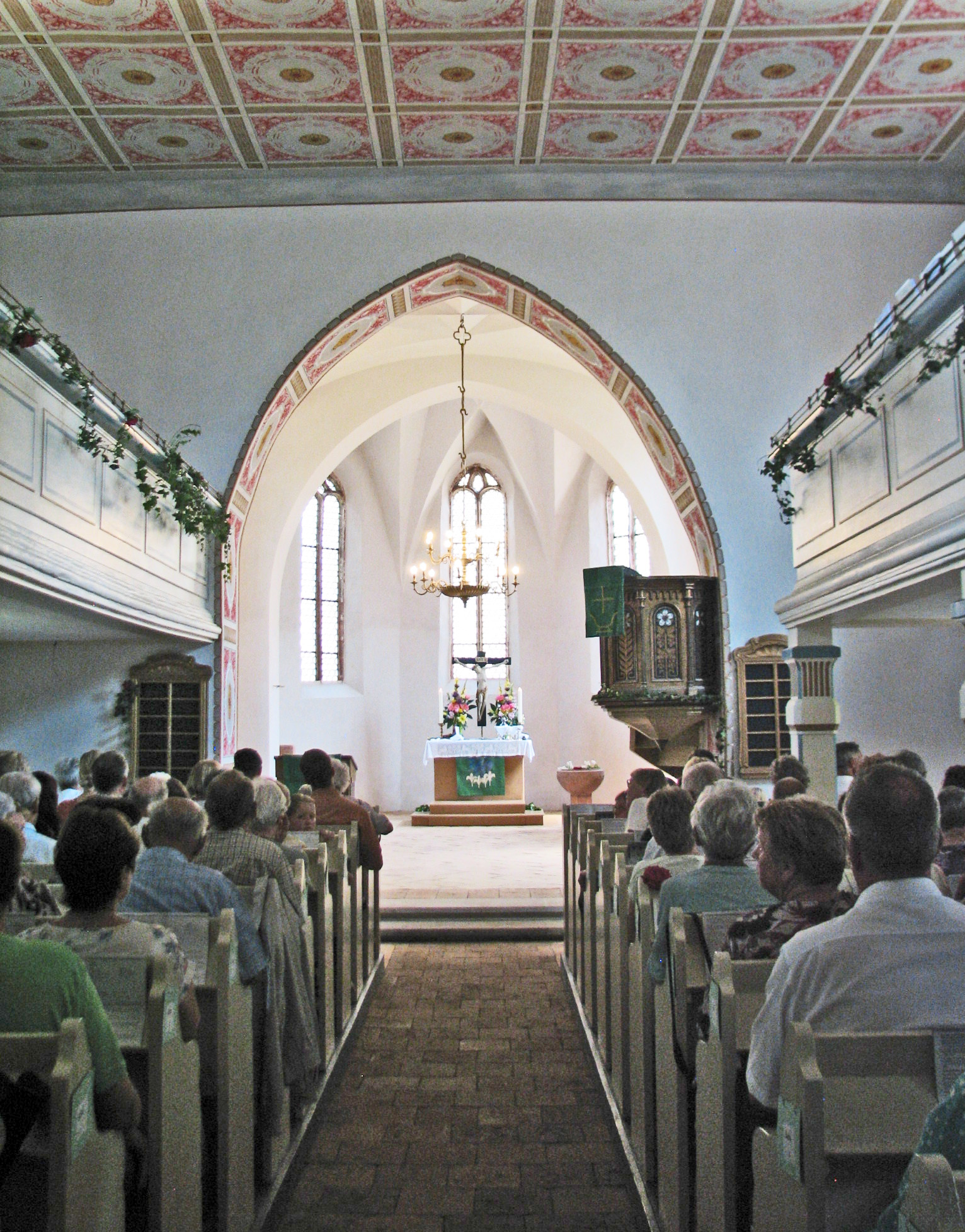
Blick durch den Mittelgang zu Altar und Kassettendecke

Die Kirchgemeinde Nerchau nutzt die Kirche für ihr vielseitiges Gemeindeleben. Pfarrer ist seit 2012 Markus Wendland.
Bei der letzten großen Renovierung 1954 war der Mittelgang im Kirchenschiff beseitigt worden. Dieser Mittelgang ist nun im Jahr 2018 wieder begehbar, die Blicke der Besucher beim Betreten der Kirche gehen direkt zum Altar.
Im Frühjahr 2017 kam bei der restauratorischen Untersuchung unter dem Deckenputz Schilf zum Vorschein, hinter dem sich eine farbige Holzdecke verbarg. Diese Kassettendecke ist nun nach Abschluss der Innensanierung im Juni 2018 wieder zu sehen.
Auch entpuppte sich das Sternenzellengewölbe im Altarraum als falsches Gewölbe, das nachträglich zum bereits vorhandenen über dem Altar eingebaut worden ist; dahinter befindet sich eine Holzdecke.
Mit dem Orgel- und Kirchweihfest am 9. und 10. Juni 2018 mit Landrat Henry Graichen als Ehrengast wurde die Innensanierung abgeschlossen. Die Kirche ist somit jetzt innen gleichermaßen sehens- wie hörenswert. Die Außenputz-Erneuerung der Kirche ist erforderlich und in Planung.

## Varia
- Nerchau und die Kirche sind eine Station auf dem Muldentalradweg und dem Muldentalbahnradweg.[13]
- Seit Juni 2013 ist die Kirche zu Nerchau eine sogenannte Radwegekirche: Sie ist von Ostern bis zum Reformationstag täglich von 10 Uhr bis 18 Uhr für Radfahrer, Pilger und Besucher geöffnet.
- Über die zum Teil bis heute bestehenden Bergkeller und ihre an der Kirchstraße befindlichen Eingänge kursierten die abenteuerlichsten Geschichten. Von bis zum Ufer der Mulde reichenden Gängen ging die Rede. Dabei waren und sind sie ganz profane kühle Vorratskeller mit beständigen Temperaturen von ca. 9 Grad Celsius, die über Jahrhunderte hinweg den brauberechtigten Gutsbesitzern als Lagerräume für ihr Schwarzbier dienten, um es dort über den Sommer zu bringen.